# 河棲哈氏甲鯰
河棲哈氏甲鯰，為輻鰭魚綱鯰形目甲鯰科的其中一種，為熱帶淡水魚，分布於南美洲蘇利南Coppename河流域，體長可達15.1公分，棲息在沙石底質底層水域，生活習性不明。

## 扩展阅读
維基物種上的相關：河棲哈氏甲鯰